# Bobbie (chó)
Bobbie là tên của một con chó linh vật trung đoàn người Anh có nguồn gốc từ Reading. Nó đã cùng trung đoàn của mình đến Afghanistan và có mặt vào thời khác thảm họa Maiwand. Con chó này sống sót và khi trở về Anh được trình lên cho Victoria của Anh, cùng với một số đồng nghiệp người của nó.

## Đời sống
Bobbie thuộc về Lance-Trung sĩ Peter Kelly thuộc Trung đoàn 66 (Trung đoàn Berkshire). Ban đầu ông đóng quân tại doanh trại Brock và ra nước ngoài với trung đoàn vào cuối những năm 1870.
Năm 1880, trung đoàn đóng quân tại pháo đài ở Kandahar, Afghanistan, nơi bị quân Anh chiếm đóng từ tháng 1 năm 1879, ngay sau khi bắt đầu Chiến tranh Anh-Afghanistan lần thứ hai.
Vào ngày 3 tháng 7 năm 1880, một nhóm binh sĩ gồm khoảng 2.700 người dưới quyền Chuẩn tướng George Burrows đã lên đường từ Kandahar để hỗ trợ các bộ lạc thân thiện trong việc dập tắt cuộc nổi loạn của Ayub Khan. Bobbie đi cùng với đội quân này. Trong mười ngày, Burrows tìm kiếm lực lượng phiến quân. Trong khi đó, những người bộ lạc thân thiện hóa ra không thân thiện lắm, khiến lực lượng của Burrows phải đối mặt với một đội quân nổi dậy ngày càng gia tăng ở vùng nông thôn nơi mọi người đều sẵn sàng chống lại họ.
Cuối cùng, lực lượng Anh bị bao vây và tấn công bởi một lực lượng Afghanistan lớn hơn nhiều. Cùng với một đội quân của trung đoàn và kỵ binh Ấn Độ, Trung đoàn 66 đã có lập trường kiên quyết trong khi các khẩu súng được tẩu tán, Bobbie sủa dữ dội vào những kẻ tấn công. Người Anh đã bị bao vây kín, hơn một nửa Trung đoàn 66 bị xóa sổ, trong khi những người sống sót không có lựa chọn nào khác, nhưng phải rút lui trở lại tốt nhất có thể với Kandahar. Trong lúc bối rối, Bobbie bị lạc, nhưng ngày hôm sau, những người sống sót tìm đường quay lại pháo đài phát hiện nó đã cố gắng đuổi kịp, mặc dù đang bị thương. Bobbie đã được tái hợp với chủ sở hữu của mình, người cũng nằm trong danh sách bị thương.
Khi trở về Anh, Bobbie được đem trình diện trước Victoria của Anh, cùng với một số binh sĩ của trung đoàn và nhận được Huân chương Ứng xử Xuất sắc.
Một năm sau, Bobbie đã vô tình chạy và bị tông chết bởi một chiếc taxi cỡ lớn ở Gosport. Sau đó, nó đã được nhồi bông và có thể được nhìn thấy ngày hôm nay tại bảo tàng trung đoàn ở Salisbury, được trang trí với một huy chương Chiến tranh Afghanistan của một người lính vô danh.